# Bogey Awards 1999
Nell'edizione del 1999 dei Bogey Awards, un film vinse il premio in titanio e 5 quello in oro. 9 conquistarono il Bogey Award in argento, mentre 7 pellicole portarono a casa il Bogey Award semplice. Nessun film vinse i premi in titanio.

## Bogey Award in Platino
- Star Wars: Episodio I - La minaccia fantasma

## Bogey Award in Oro
- Se scappi ti sposo
- Matrix
- Tarzan
- La mummia
- Agente 007 - Il mondo non basta

## Bogey Award in Argento
- A Bug's Life - Megaminimondo
- Asterix & Obelix contro Cesare
- Notting Hill
- Nemico pubblico
- Rush Hour - Due mine vaganti
- Wild Wild West
- Star Trek - L'insurrezione
- C'è posta per te
- Werner - Volles Rooäää!!!

## Bogey Award
- Buena Vista Social Club
- Shakespeare in Love
- Giorni contati
- Vi presento Joe Black
- Propaganda
- Sonnenallee
- Haunting - Presenze